# Knoflíková aféra
Knoflíková aféra je označení pro události z října 1915, které vedly k prozrazení české protirakouské konspirační sítě Maffie.

## Předcházející události
28. července 1914 vyhlásilo Rakousko-Uhersko válku Srbsku a rozpoutalo tak první světovou válku. České země a český národ se tak jako součást Habsburské monarchie dostal do války na straně Trojspolku (Ústředních mocností). I přes projevy loajality k Habsburkům a jejich monarchii v nastalé válce se od počátku projevoval nesouhlas a odpor. S vypuknutím konfliktu byla v českých zemích zavedena vojensko-úřednická diktatura, přičemž se výrazně omezil politický život i práva občanů.
Od podzimu 1914 odcházela řada významných osobností do exilu, aby zde navázala kontakty se zahraničními českými a slovenskými krajanskými obcemi a představiteli vlád dohodových mocností. V prosinci 1914 opustil zemi Tomáš Garrigue Masaryk, který se přes Itálii přesunul do Švýcarska. Ze Ženevy poté organizoval své akce. Zároveň bylo nutné zůstat v kontaktu s domácím prostředím, kde se postupně rodil „první odboj“.
Domácí odboj – Maffie – se zrodil také v prosinci 1914 po odjezdu T. G. Masaryka. Do března 1915 se pak upevnila organizace a bylo ustaveno předsednictvo, jehož členy byli Edvard Beneš, Karel Kramář, Alois Rašín, Josef Scheiner a Přemysl Šámal. Hlavním úkolem Maffie byla politicko-zpravodajská činnost a udržování kontaktu s T. G. Masarykem v zahraničí. Masaryk vedení domácího odboje zpočátku přisoudil hlavní roli, zatímco organizaci odboje zahraničního viděl pouze jako podpůrnou a pomocnou. Udržování kontaktu spočívalo ve vysílání a přijímání kurýrů, kteří většinou překračovali rakousko-švýcarskou hranici.

## Aféra
V září 1915 jednal Edvard Beneš ve Švýcarsku o vyslání dalšího kurýra. Pro tento úkol byla vybrána Aloisie Linhartová, manželka jednoho z členů zdejšího krajanského spolku. E. Beneš připravil zprávu pro Maffii, která se skládala ze třinácti vzkazů, které se z bezpečnostních důvodů Linhartová naučila zpaměti. Bylo ale potřeba vytvořit a převézt přes hranice určitý „identifikační důkaz“, kterým se měla prokázat, aby jí adresáti v Čechách věřili. Linhartová měla tudíž doručit zašifrovanou zprávu na malém kousku papírku, která byla ukryta do dutiny jednoho z knoflíků na jejích šatech.
Dne 4. října 1915 překročila Aloisie Linhartová hranici a dospěla do Prahy. Zde měla vyhledat jistého Bohumila Mareše, příbuzného jednoho z emigrantů. Ten se měl poté spojit s redaktory Času Janem Hájkem a Cyrilem Duškem. Pokud by neuspěl, měl kontaktovat sociálně demokratického poslance Františka Soukupa, což bylo doporučení od Edvarda Beneše, který do Švýcarska přinesl zprávu, že někteří sociální demokraté se přidali k Maffii. Jak se však ukázalo, byl to osudový omyl. Linhartová svůj kontakt skutečně navštívila a sdělila mu heslo a předala knoflík se zašifrovanou zprávou. Mareš poté pravděpodobně pokusil kontaktovat zmíněné redaktory, ale pravděpodobně neuspěl. Vydal se proto do redakce sociálně demokratického deníku Právo lidu, kde hledal Františka Soukupa.
Soukup však nebyl v redakci přítomen. Zde se projevila chyba výběru konspirátora Mareše, všem přítomným v redakci vysvětlil, že přináší tajné poselství ze Švýcarska. Jeho vyprávění vyslechl i Bohumír Šmeral, tehdejší vůdce strany. Spolu s Františkem Soukupem se poté vypravili pátrat a ověřit Marešovo tvrzení a navštívili řadu lidí, mezi nimi i Přemysla Šámala, jednoho z nejvýznamnějších mužů Maffie. Nikdo však Mareše neznal, a tak se posílila falešná obava, že se pravděpodobně jedná o policejní provokaci. Soukup se Šmeralem poté vše nahlásili pražskému policejnímu ředitelství. Málokdo si v tu chvíli uvědomoval, že kdyby se opravdu jednalo o policejní provokaci, prozradili by Soukup se Šmeralem většinu lidí napojených na Maffii.
Policejní akce se naplno rozběhla. Byl zatčen Mareš, Aloisie Linhartová, Jan Hájek, Cyril Dušek, dvorní rada Václav Olič (zde byly objeveny Masarykovy písemnosti), Hana Benešová, Alice Masaryková a také František Soukup. Knoflík, který byl předmětem vyšetřování, byl poslán do Vídně, kde byla zpráva rozšifrována. Text mimo jiné uváděl, že Linhartová umí vzkazy nazpaměť, proto byla podrobena výslechům. Vždy uváděla texty pouze s krycími jmény a tvrdila, že neví o koho se jedná. Tím bylo vyšetřování a pátrání po dalších členech Maffie neúspěšné a zatýkání se postupně zastavilo.
Akce vyvrcholila v listopadu 1915, kdy se celá zpráva o aféře dostala až k samotnému císaři Františku Josefovi I.

## Navazující události
Bohumír Šmeral, který zůstal na svobodě, se snažil dostat z vyšetřovací vazby Františka Soukupa. V listopadu předal policii rozsáhlý rozklad o vztahu sociální demokracie k habsburskému státu, kde hájil její loajální pozici. Na základě těchto tvrzení byl pak Soukup 2. prosince 1915 propuštěn. Většina ostatních zatčených však zůstala uvězněna a byla propuštěna až po vyhlášení amnestie císaře Karla dne 2. července 1917.